# Hochschule Anhalt

Logo bis 2022

Die Hochschule Anhalt ist eine seit 1991 bestehende Fachhochschule mit den Standorten Bernburg (Saale), Dessau-Roßlau und Köthen (Anhalt).

## Geschichte
Die feierliche Eröffnung der Fachhochschule Anhalt fand im März 1992 im Spiegelsaal des Köthener Schlosses statt. Zu dem Zeitpunkt lief der Betrieb schon ein halbes Jahr, nämlich seit 1. Oktober 1991. Im 19. Jahrhundert existierte in Köthen das Höhere technische Institut zu Cöthen, an dem Ingenieure in dreijährigem Studium in Elektrotechnik, Maschinentechnik, Chemie, Hüttentechnik, Ziegeleitechnik oder Keramik ausgebildet wurden. Die frühere Technische Hochschule Köthen bestand bis September 1993 parallel zur Fachhochschule Anhalt. Die Studenten der Technischen Hochschule konnten ihr Studium abschließen, zumal die Technische Hochschule Köthen bis 1993 Außenstelle der Universität Magdeburg war.
Bereits 1880 startete in Bernburg die landwirtschaftliche Ausbildung mit der Gründung der Anhaltischen Versuchsstation in Bernburg durch Hermann Hellriegel. Es folgte 1947 die Gründung des Instituts für Pflanzenzüchtung Bernburg, 1961 Gründung der Hochschule für Landwirtschaft Bernburg, 1967 Umprofilierung zur Hochschule für Landwirtschaft und Nahrungsgüterwirtschaft und ab 1981 Aufbau des vierjährigen Direktstudiums in den Fachrichtungen Agrarökonomie, Betriebs- und Volkswirtschaftslehre. Zum 1. Oktober 1991 wurde die Hochschule für Landwirtschaft Thomas Müntzer Teil der Fachhochschule Anhalt.

## Standorte
Am Campus Köthen (KÖT) werden vor allem technische Studienfächer unterrichtet: Informatik und Sprachen (FB 5), Elektrotechnik, Maschinenbau und Wirtschaftsingenieurwesen (FB 6) und Angewandte Biowissenschaften und Prozesstechnik (FB 7). Zudem befindet sich hier ein Teil des Landesstudienkollegs, an dem ausländische Studierende auf ein Hochschulstudium in Deutschland vorbereitet werden. In Bernburg (BBG) existieren zwei Fachbereiche: Landwirtschaft / Naturschutz und Ökotrophologie (FB 1) und Wirtschaft (FB 2). Auf dem Bauhaus-Campus Dessau (DE) sind gestalterische bzw. architekturbezogene Studiengänge angesiedelt. Hierzu zählen die Fachbereiche Architektur, Facility Management und Geoinformation (FB 3) und Design (FB 4). Das An-Institut Campus Papenburg kam 2021 hinzu.

## Studiengänge

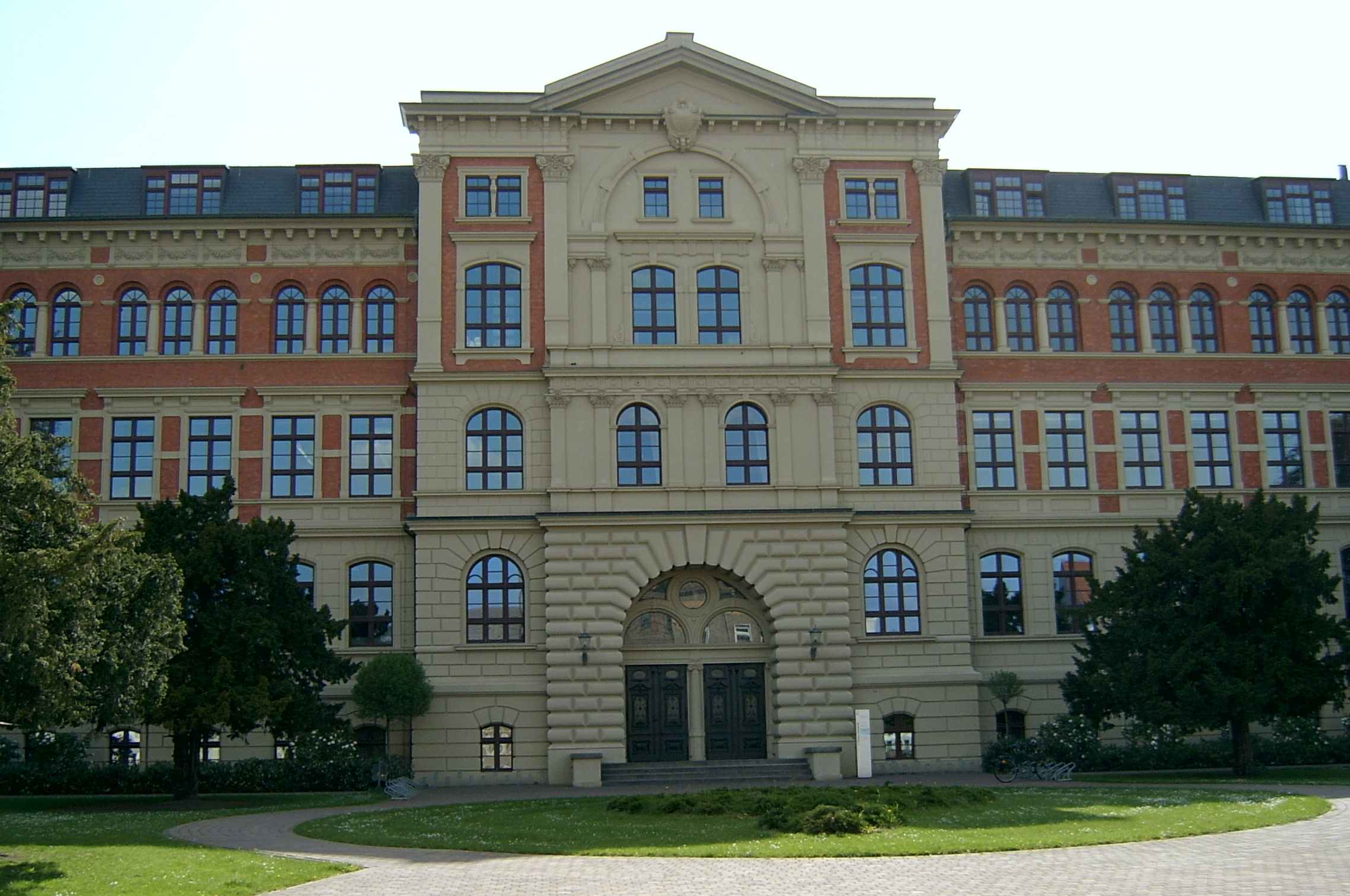
FH-Hauptgebäude in Köthen

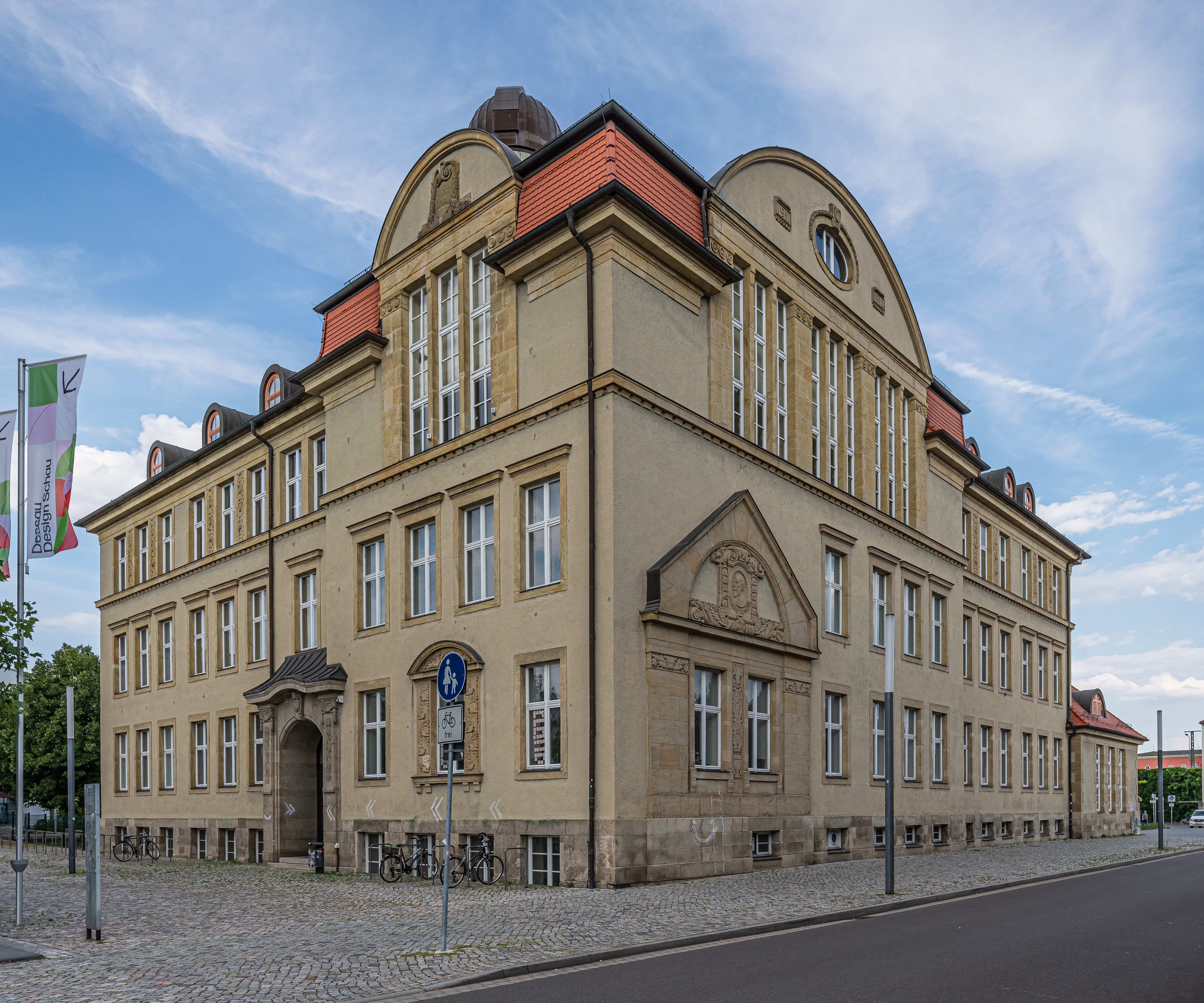
Seminargebäude, Campus Dessau

Campus Bernburg (BBG); Campus Dessau (DE); Campus Köthen (KÖT):
- Architektur (DE)
- Landschaftsarchitektur (BBG)
- Betriebswirtschaft (BBG)
- Biomedizinische Technik (KÖT)
- Biotechnologie (KÖT)
- Design (DE)
- Elektro- und Informationstechnik (KÖT)
- Facility Management (DE)
- Immobilienwirtschaft (BBG)
- International Business (BBG)
- International Trade (BBG)
- Immobilienbewertung (BBG)
- Angewandte Informatik (Mobile Systeme, Medieninformatik und Informationsmanagement) (KÖT)
- Informatik im Netz (Fernstudiengang gemeinsam mit Hochschule Harz und Hochschule Merseburg) (KÖT)
- Software-Lokalisierung (KÖT)
- Landwirtschaft (BBG)
- Landschaftsarchitektur und Umweltplanung (BBG)
- Lebensmitteltechnologie (KÖT)
- Maschinenbau (KÖT)
- Online-Kommunikation (BBG)
- Medientechnik (KÖT)
- Naturschutz und Landschaftsplanung (BBG)
- Ökotrophologie (BBG)
- Pharmazeutische Technik (KÖT)
- Solartechnik (KÖT)
- Verfahrenstechnik (KÖT)
- Vermessung und Geoinformatik (DE)
- Wirtschaftsingenieurwesen Fachrichtung Maschinenbau (KÖT)
- Wirtschaftsrecht (BBG)